# أرنست لودفيج ألفريد هيجار
أرنست لودفيج ألفريد هيجار (بالألمانية: Alfred Hegar)‏‏ (6 يناير 1830 في دارمشتات - 5 يوليو 1914 ) طبيب، وطبيب التوليد والنساء من ألمانيا.